# 41 Lyncis
Intercrus (también llamada 41 Lyncis o HD 81688) es una estrella localizada en la constelación de la Osa Mayor, a pesar de que según la denominación Lyncis debería estar localizada en la constelación de Lince. Es una gigante roja con una magnitud aparente de 5,4 situada a 288 años luz. El 19 de febrero de 2008, un planeta extrasolar de 2,7 veces la masa de Júpiter, denominado Arkas se encontró orbitando alrededor de la estrella.